# ČSD-Baureihe E 469.3
Die ČSD-Baureihe E 469.3 (ab 1988: Baureihe 123) ist eine elektrische Güterzuglokomotive der einstigen Tschechoslowakischen Staatsbahn (ČSD) für das 3-kV-Gleichstromsystem im Norden und Osten der ehemaligen Tschechoslowakei. Sie stellen eine Weiterentwicklung der Vorgängerbaureihen E 469.1 und E 469.2 dar.

## Entwicklung
Um auch die letzten Dampflokomotiven auf den mit 3 kV Gleichstrom elektrifizierten Strecken der ČSD durch neue Fahrzeuge ablösen zu können, machte es sich 1971 erforderlich, nochmals 29 Lokomotiven nach dem Konstruktionsmuster der E 469.2 bei Škoda in Plzeň zu bestellen. Da diese Lokomotiven von den Leistungsparametern von dieser Reihe etwas abwichen, wurden sie in die neue Reihe E 469.3 eingereiht.
Die Lokomotiven gleichen weitgehend der Vorgängerbaureihe E 469.2. Ursprünglich wurden 30 Lokomotiven bestellt. Die zuletzt gebaute Lokomotive E 469.3030 wurde jedoch als Prototyp für die Fahrzeuge der II. Generation ausgelegt. Diese Lokomotive wurde deshalb in die Reihe E 469.4 (ab 1988: Baureihe 124) eingeordnet und erhielt später die Bezeichnung 124.601. Sie ist beim Eisenbahn-Forschungsinstitut in Velim (VUŽ) im Einsatz.
Die Lokomotiven gelangten nach 1993 geschlossen zur ČD und kommen ausschließlich von Ústí nad Labem aus zum Einsatz. Die meisten Lokomotiven wurden in den letzten Jahren ausgemustert, ein Teil wird jedoch nach wie vor im Güterzugdienst auf den nordböhmischen Strecken eingesetzt.